# 미조베 소에이코
미조베 소에이코(1867년 12월 4일 ~ 1932년 8월 13일)는 호놀룰루에 있는 일본 부인 원의 창립 단체의 설립자이다. 이 단체는 학대를 피하고 싶어 하는 일본인 신부들의 피난처였다.

## 어린 시절
1867년 12월 4일 일본 후쿠오카에서 태어났다. 그는 무가에 태어났다. 1888년에 무네 이소지로와 결혼했지만, 반년 후인 이듬 해에 병 때문에 사망했다. 그의 남편 이소지로가 죽은 지 얼마 되지 않아 하와이 출신의 올라멜 힌클리 귄릭 부부와 만나, 그녀는 기독교로 결심하고, 그 후, 기독교로 개종했다. 그녀는 그후 앞으로는 재혼하지 않기로 결정하고 그는 고베 여자 신학교에 입학했다. 그후 그 학교를 1893년 4월에 졸업했다.

## 하와이에서의 생활
1894년, 일본 당국에 귀국 명령을 받고 하와이 사절단에게 일본 선교사를 초청하여 일본인 사회에 봉사할 것을 일본 정부는 제안했다. 1895년에 사절단의 초청을 받아 1895년 5월 20일에 하와이 호놀룰루에 도착했다.
섬들을 순회한 뒤 그는 그해 일본 여성의 집을 설립했다. 가정폭력이나 매춘으로부터 도망친 일본 여성을 돕는 것을 목적으로 하고 영업 계획으로 삼았다. 그 때 당시, 매춘은 설탕 농원에서 일하는 것보다 돈을 많이 벌기 때문에 많은 여성들이 남편에게 매춘을 강요당했다. 대피소에 사는 여성들이 조리하고, 청소하면서, 그들의 삶을 유지하고 있었다. 어머니와 함께 대피소에 온 아이들을 위한 보육원 및 놀이터도 있었다. 대피소에서는 그들의 직업훈련이나 직업을 얻기 위한 수업도 하고 있었다. 대피소를 나온 뒤 그와 그 곳의 직원들은 집에 있는 여성들에게 건강한지 확인하고 도움을 요청했다. 그 쉼터는 10년의 운영 기간 동안 700명이 넘는 여성에게 서비스를 제공했다. 이곳은 학대받은 사진 신부의 지원을 일본의 하와이 영토 이민센터가 이어받으면서 시설은 폐쇄됐다.
1905년 그는 누아 누회중 교회에서 자금을 지원받은 '유기되거나 방치된 어린이를 위한 집'을 세웠다. 그 집은 350명이 넘는 아이들에게 보호하고 개선되고 좋은 교육을 제공했다. 그후 그녀는 그녀가 운영하는 이 곳에서 그녀의 하나 뿐인 자식인 딸 에스터를 이 쉼터에서 입양했다
그 후, 1931년에 자선 사업및 봉사 활동에서 은퇴하고 그 후 약 1년 뒤인 1932년 8월 13일에 그녀는 퀸스 병원에서 향년 66세의 나이로 사망했다.
그녀는 일본의 여성과 아이들의 인권을 중요하게 생각한 가치로 일본 여성운동의 중요 인물로 평가받고 있다.